# WuWa

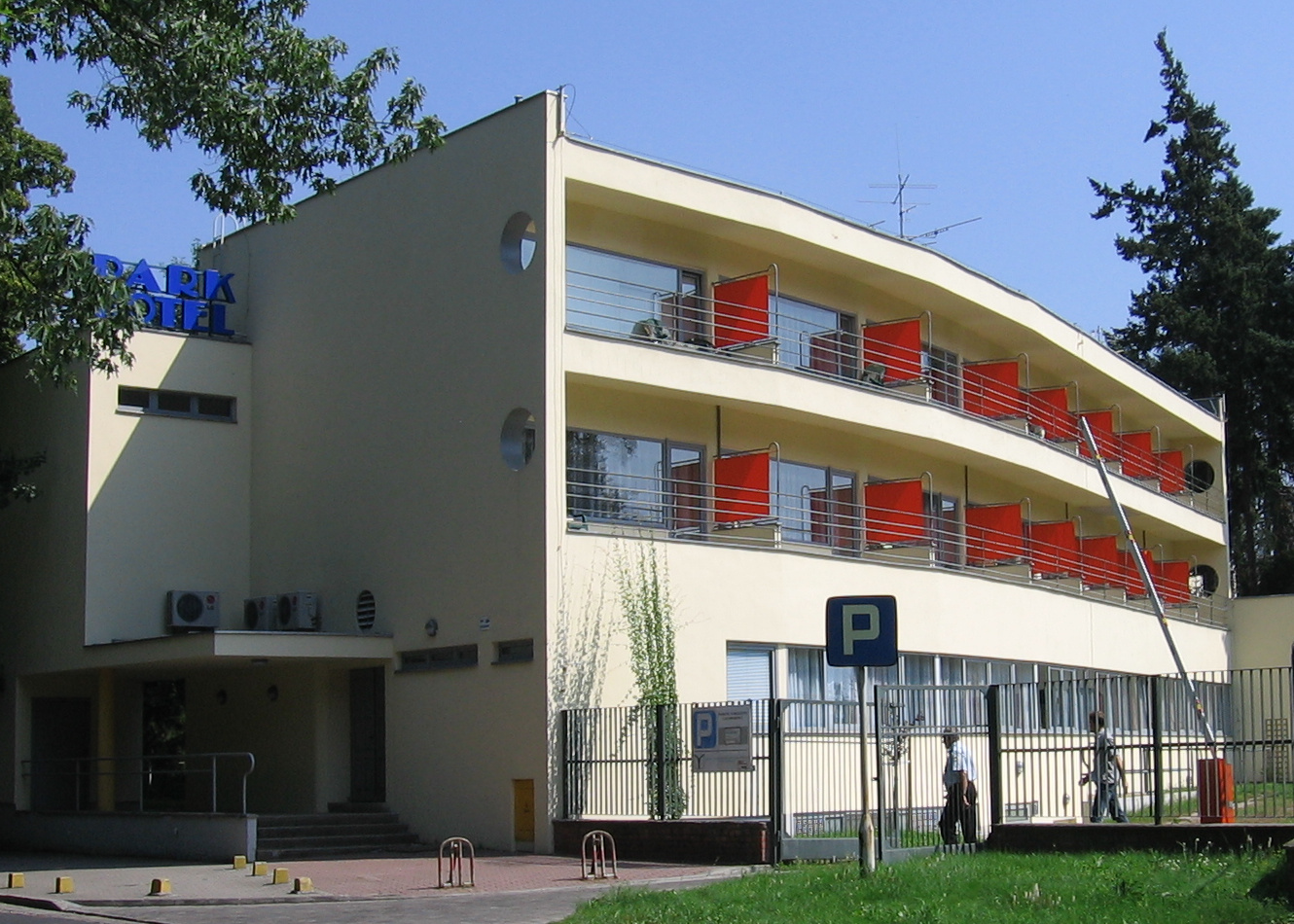
Tehuis voor eenpersoonshuishoudens van architect Hans Scharoun

De WuWa was de door de Silezische afdeling van de Deutsche Werkbund georganiseerde Wohnung- und Werkraumausstellung (woning- en utiliteitsbouwtentoonstelling) in Breslau. De tentoonstelling, die een aantal opvallende, nog steeds bestaande woningen opleverde, vond plaats in 1929. Op twee plaatsen in de stad werden gebouwen neergezet, onder meer in de omgeving van de in 1913 geopende Jahrhunderthalle. De organisatoren waren vooral Heinrich Lauterbach en Adolf Rading

## De gebouwde woningen
In totaal werden er 37 modelwoningen gebouwd, in allerlei soorten: vrijstaande eengezinswoningen, twee-onder-één-kap woningen en rijtjeshuizen, en appartementgebouwen. Een van de ontwerpen van de hand van een van de organisatoren van de tentoonstelling Adolf Rading, een flatgebouw, werd vanwege bedenkingen van de lokale afdeling van Bouw- en Woningtoezicht slechts tot de vierde verdieping opgetrokken. Een ander resultaat van deze WuWa was de eerste split-level woning die ooit gebouwd is: een zogenaamd Ledigenheim (een tehuis voor eenpersoonshuishoudens).
Bij de opzet van de bouwterreinen werden ook enkele groenvoorzieningen aangelegd en zelfs bouwde men een kleuterschool. Deze houten kleuterschool brandde echter in 2006 af. Aan ruimtelijke ordening werd bij de aanleg van de WuWa-terreinen verder echter nauwelijks aandacht besteed, zodat het geheel nu een chaotische indruk maakt.

## Geschiedenis van de WuWa-bouw na WO II
Na de Tweede Wereldoorlog, toen Breslau het Poolse Wrocław werd, gingen de woningen over in de handen van nieuwe Poolse bewoners, met een pachttijd van 99 jaar. Veel woningen werden omgebouwd, enkele zelfs afgebroken. De twee grotere behuizingen kregen uiteindelijk een functie als studentenflat en hotel.

## Deelnemers aan de WuWa
Aan de WuWa namen de volgende architecten deel:
- Theodor Effenberger
- Moritz Hadda
- Paul Haüsler
- Paul Heim
- Albert Kempter
- Emil Lange
- Heinrich Lauterbach
- Ludwig Moshamer
- Adolf Rading
- Fritz Roder
- Hans Scharoun
- Gustav Wolf

## Galerij

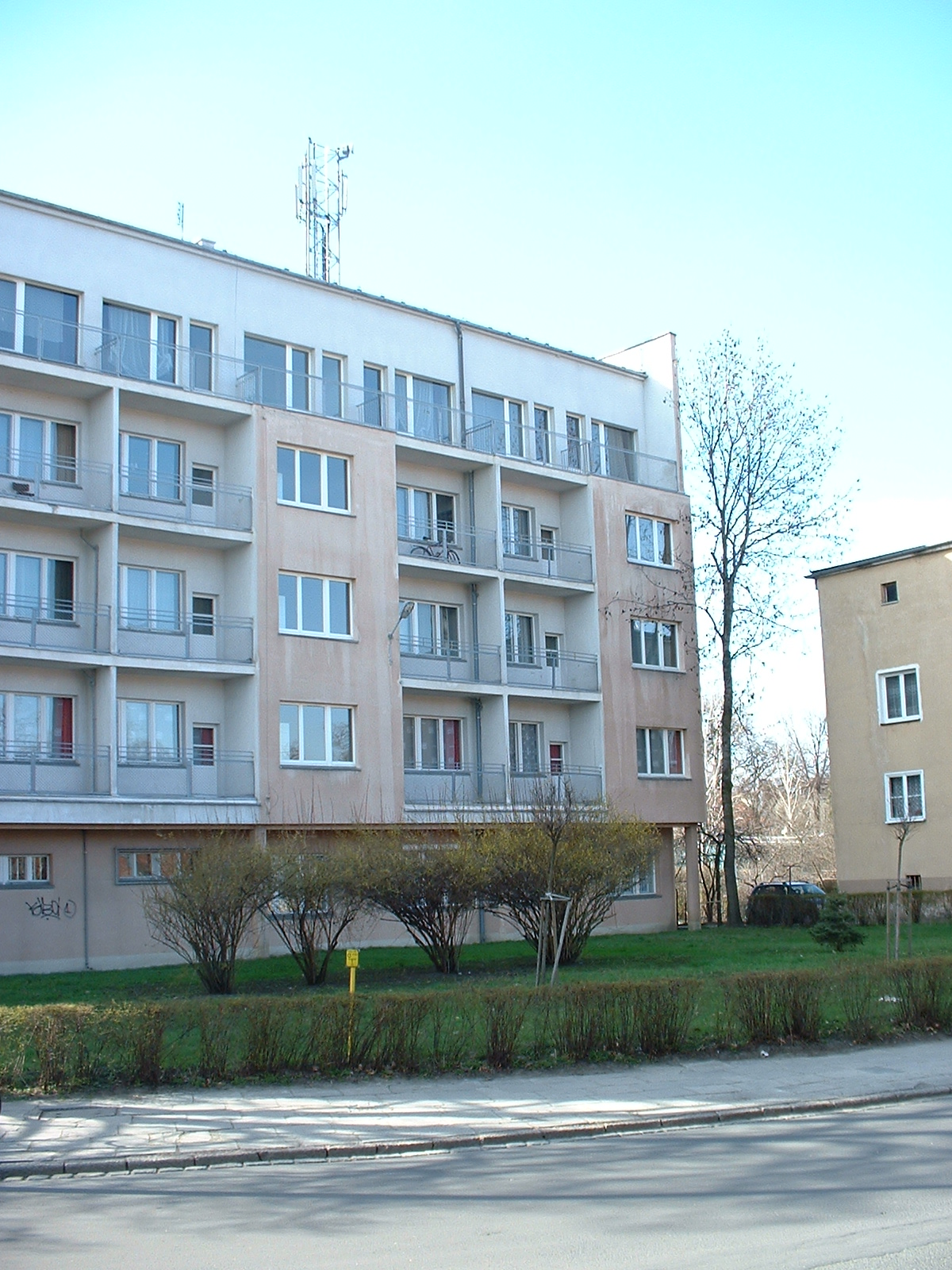
Flatgebouw van Adolf rading, WuWa 1929
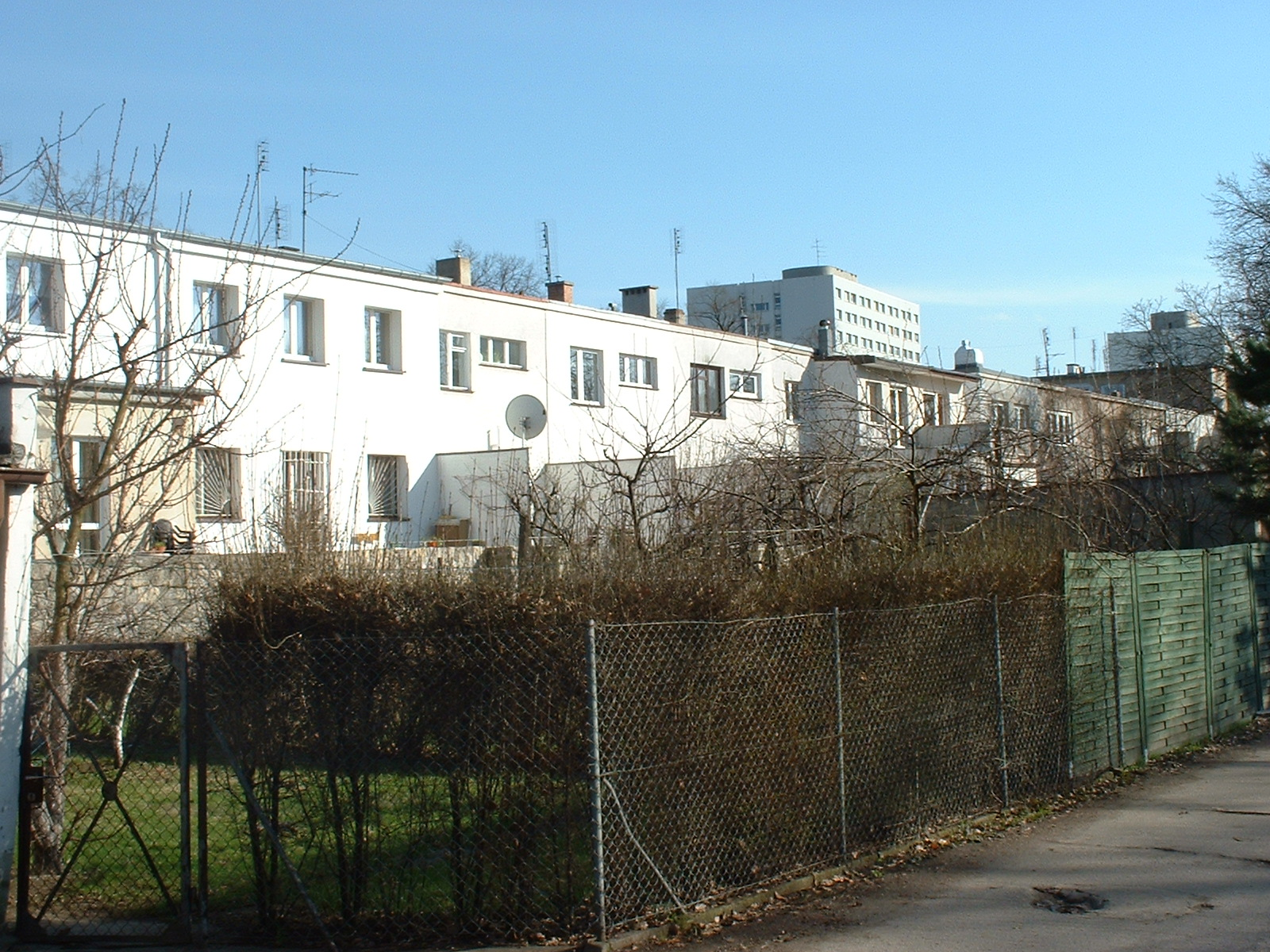
rijtjeshuizen van o.a. Emil Lange, Ludwig Moshamer, Heinrich Lauterbach, Moritz Hadda, Paul Häusler en Theo Effenberger, WuWa 1929
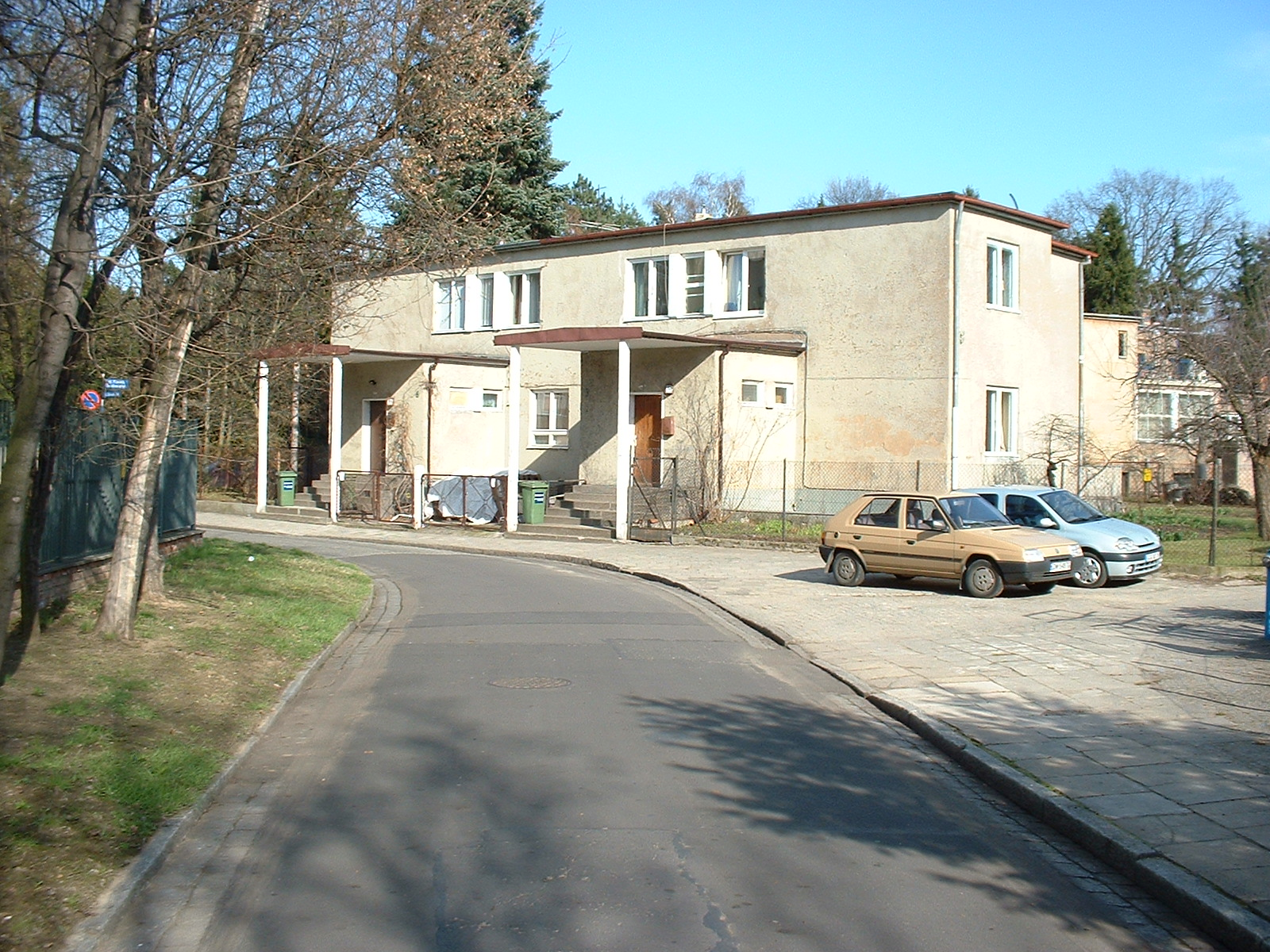
Twee-onder-één-kap woningen van Paul Haüsler, WuWa 1929
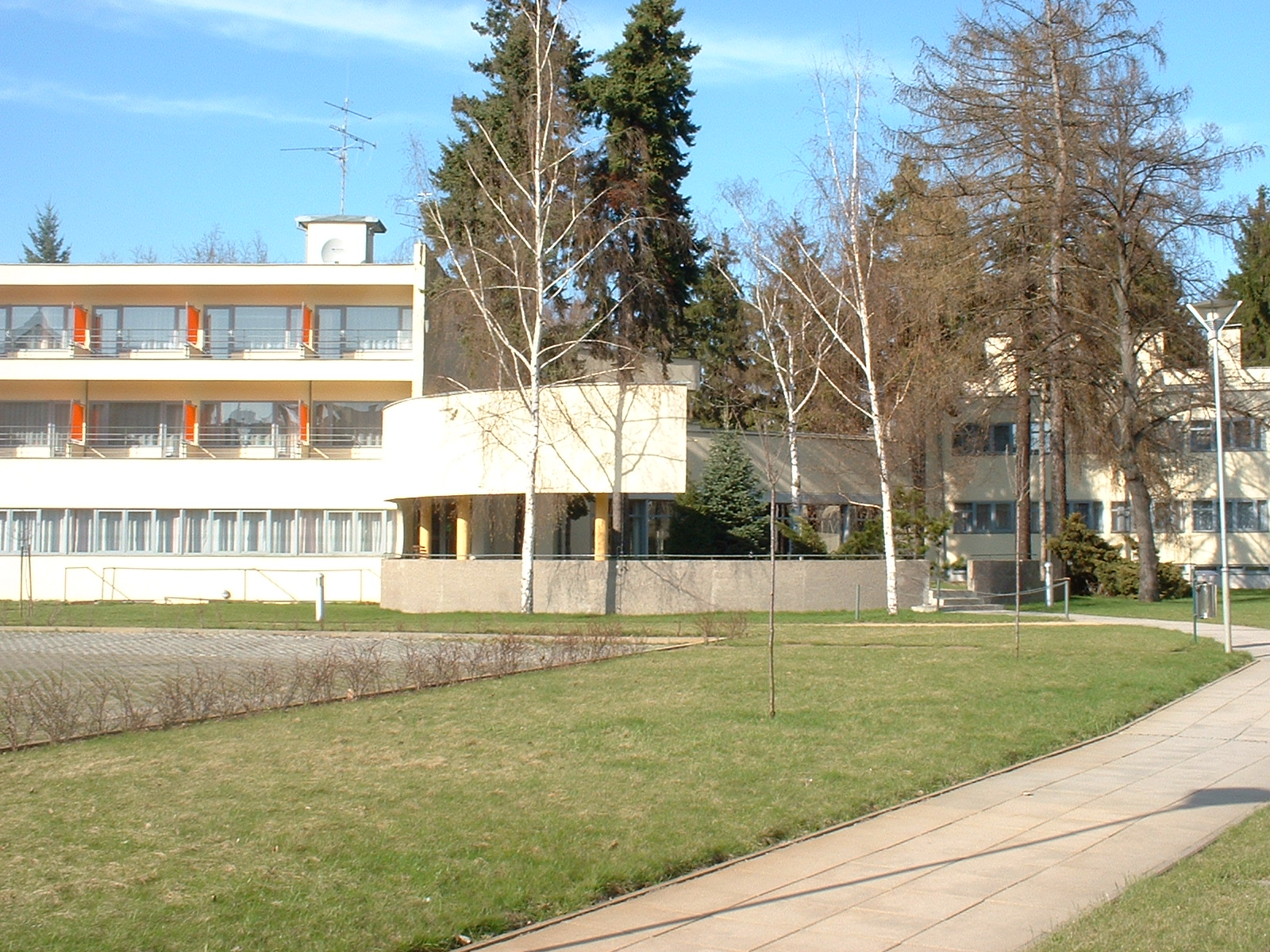
centrale deel tehuis voor eengezinshuishoudens van Hans Scharoun, WuWa 1929 (nu in gebruik als hotel)
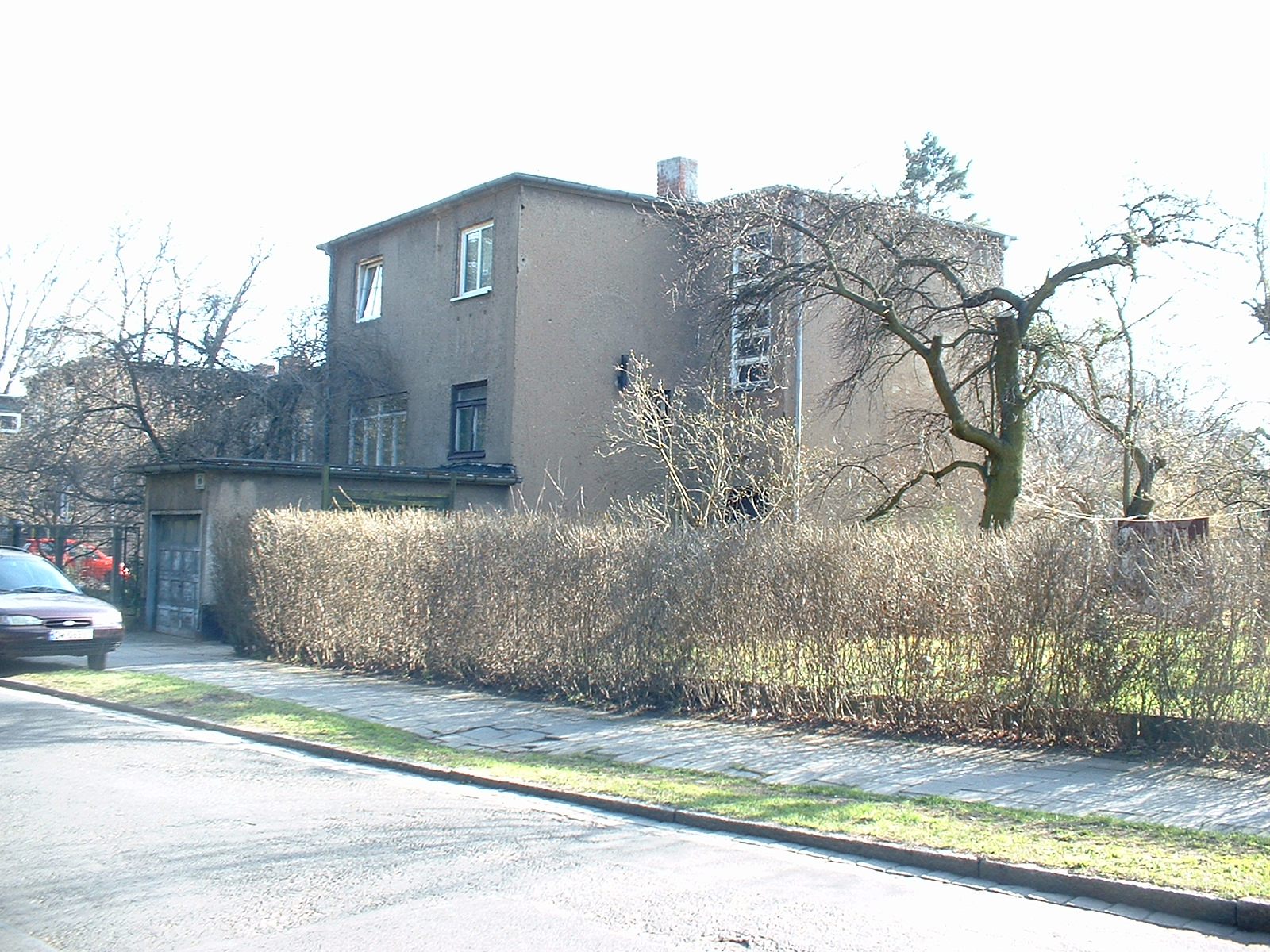
vrijstaande woning met garage van Emil Lange, WuWa 1929
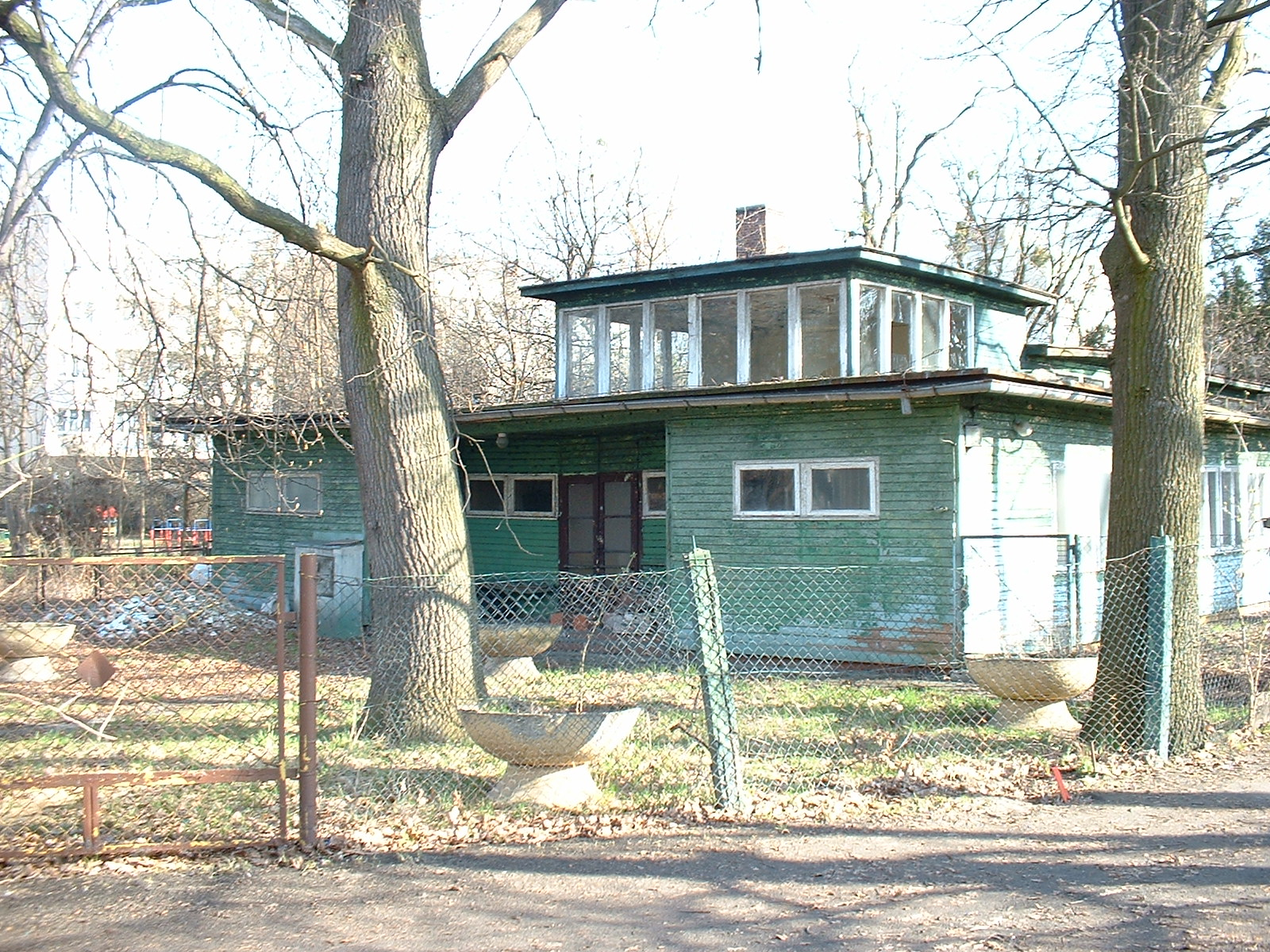
de in 2006 afgebrande houten kleuterschool, WuWa 1929
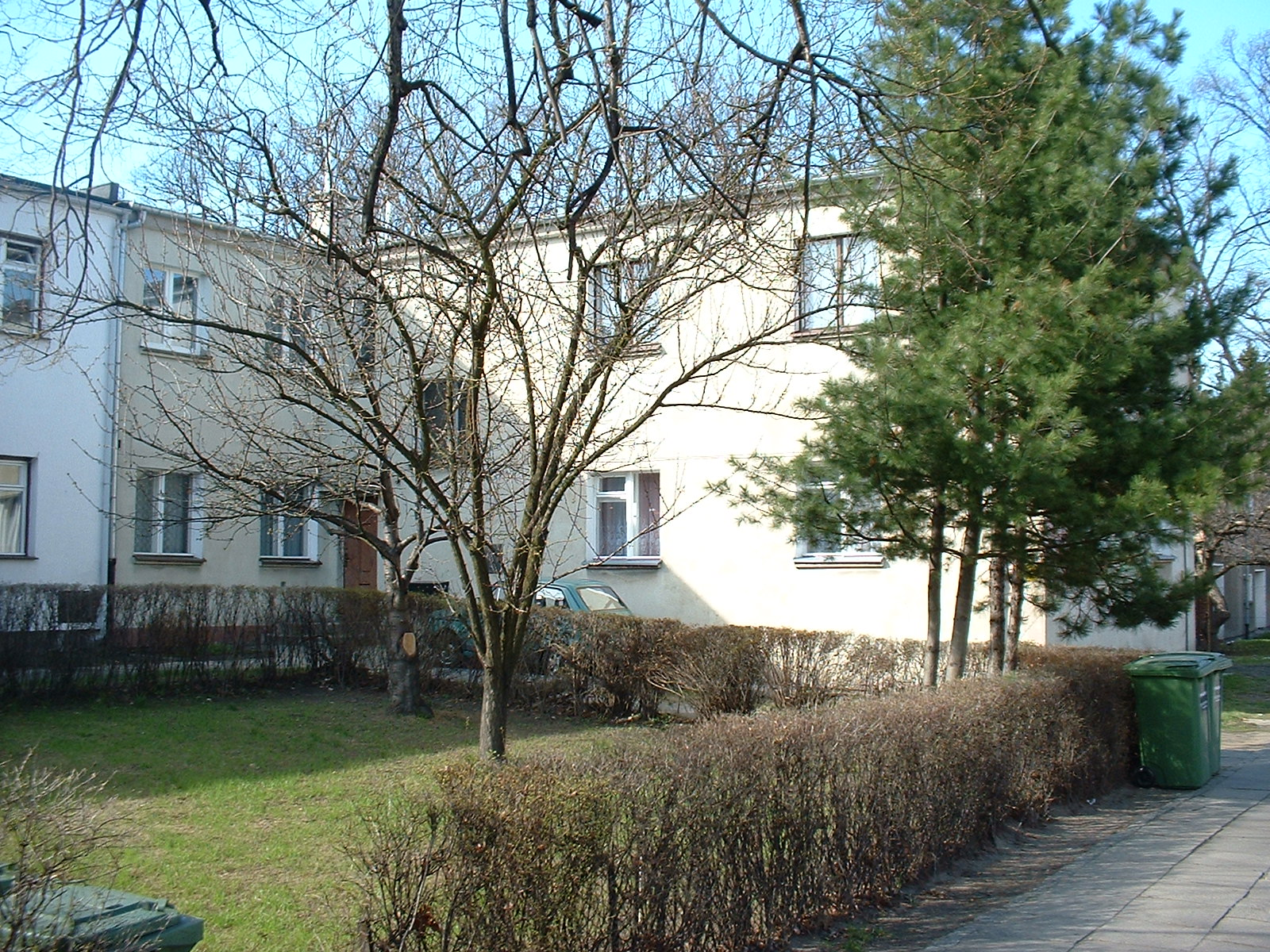
terraswoning van Theodor Effenberger, WuWa 1929
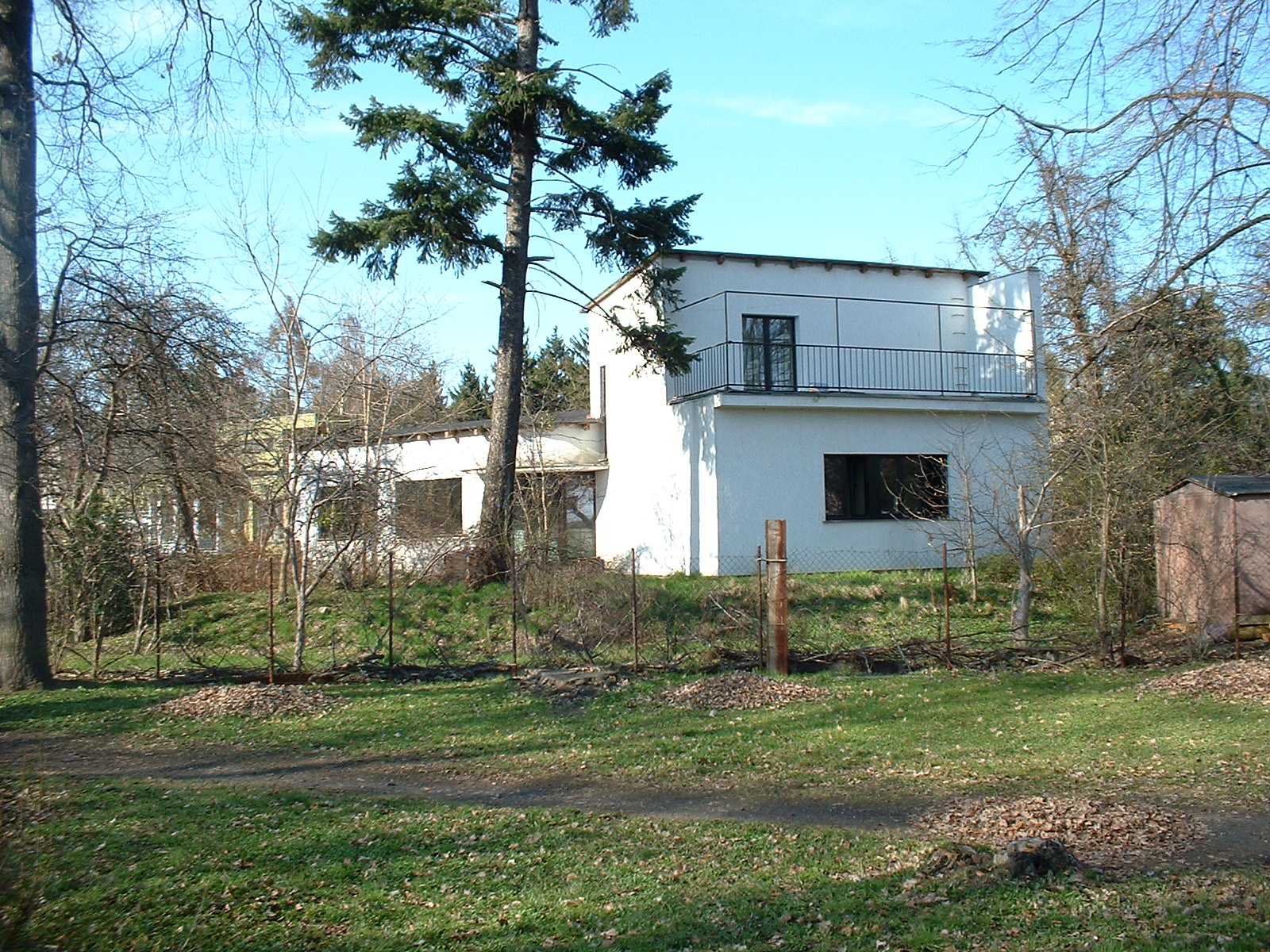
vrijstaande woning van Ludwig Moshamer, WuWa 1929